# Gianluca Lamaro
Gianluca Lamaro (Nápoles, 12 de noviembre de 1956) es un deportista italiano que compitió en vela en la clase Soling. Ganó una medalla de bronce en el Campeonato Mundial de Soling de 1981.

## Palmarés internacional
| Campeonato Mundial | Campeonato Mundial | Campeonato Mundial | Campeonato Mundial |
| Año                | Lugar              | Medalla            | Clase              |
| ------------------ | ------------------ | ------------------ | ------------------ |
| 1981               | Anzio (Italia)     | Medalla de bronce  | Soling             |